# Équipe du Népal des moins de 17 ans de football
L'équipe du Népal des moins de 17 ans est une sélection de joueurs de moins de 17 ans au début des deux années de compétition placée sous la responsabilité de la Fédération du Népal de football.

## Parcours en Coupe d'Asie des nations de football des moins de 16 ans
- 1985 : Non qualifié
- 1986 : Non qualifié
- 1988 : Non qualifié
- 1990 : Non qualifié
- 1992 : Non qualifié
- 1994 : Non qualifié
- 1996 : Non qualifié
- 1998 : Non qualifié
- 2000 : 1er tour
- 2002 : Non qualifié
- 2004 : Non qualifié
- 2006 : 1er tour
- 2008 : Non qualifié
- 2010 : Non qualifié
- 2012 : Non qualifié
- 2014 : 1er tour
- 2016 : Disqualifié
- 2018 : Non qualifié
- 2023 : À venir

## Parcours en Coupe du monde des moins de 17 ans
- 1985 : Non qualifié
- 1987 : Non qualifié
- 1989 : Non qualifié
- 1991 : Non qualifié
- 1993 : Non qualifié
- 1995 : Non qualifié
- 1997 : Non qualifié
- 1999 : Non qualifié
- 2001 : Non qualifié
- 2003 : Non qualifié
- 2005 : Non qualifié
- 2007 : Non qualifié
- 2009 : Non qualifié
- 2011 : Non qualifié
- 2013 : Non qualifié
- 2015 : Non qualifié
- 2017 : Non qualifié
- 2019 : Non qualifié
- 2023 : À venir